# 변경주선인장
사구아로선인장(Saguaro, Carnegiea gigantea 카르네기이아 기간테아[*])은 사구아로선인장속(Carnegiea)에 딸린 유일한 선인장 종이다. 미국의 애리조나주, 멕시코의 소노라주 등지에 서식한다.
사구아로선인장의 이미지는 미국 남서부, 특히 서부 영화와 강렬하게 연관되어 있다. 영어권에서는 사과로(saguaro)라고 하는데, 이것은 마요족 인디언들의 언어가 에스파냐어를 거쳐 영어로 전래된 것이다. 한국에서는 '사와로'라는 잘못된 발음이 알려져 있다.

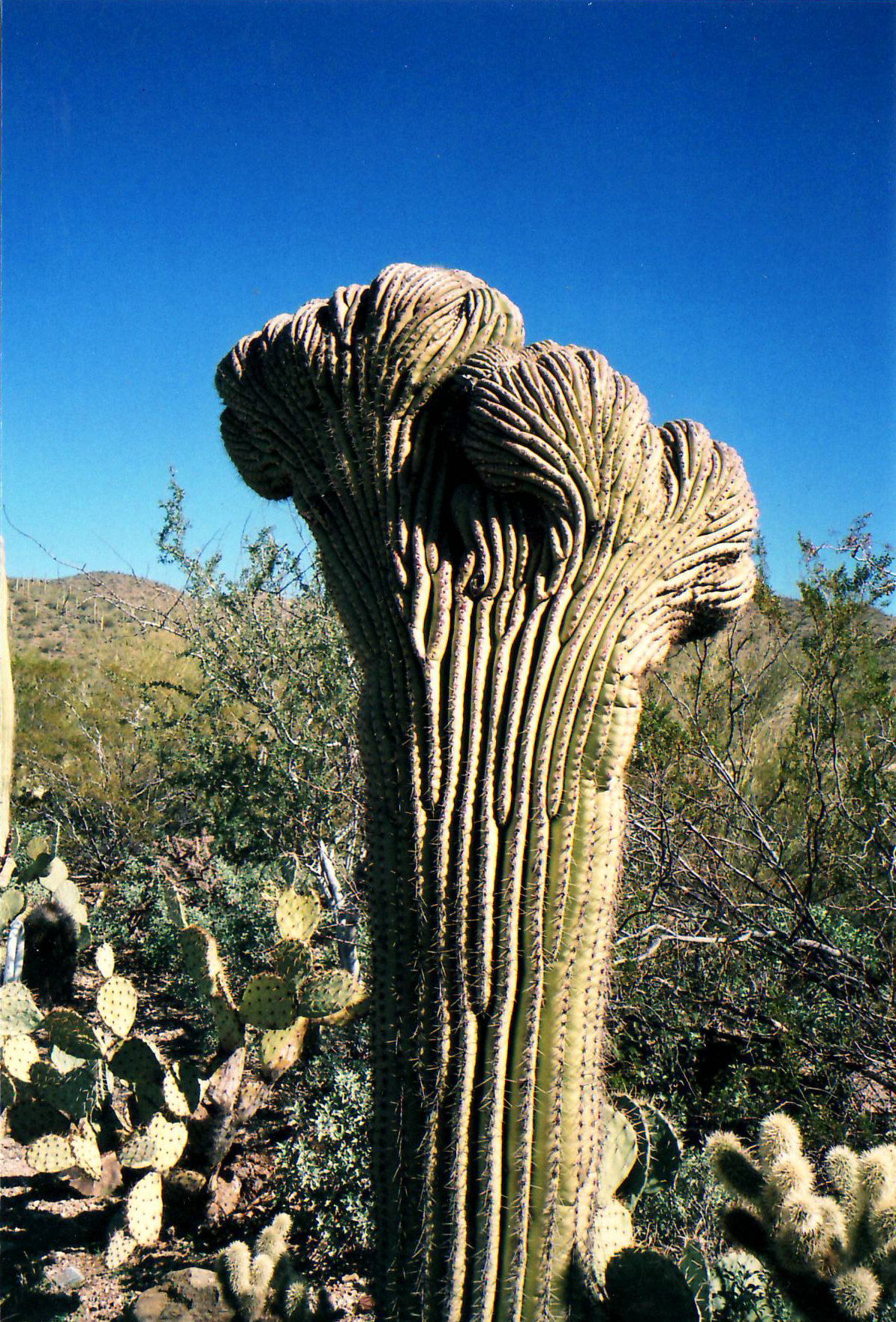
어떤 사구아로선인장은 대화(:en:fasciation)로 인해 "볏(:en:Crest) 모양"을 띈다.

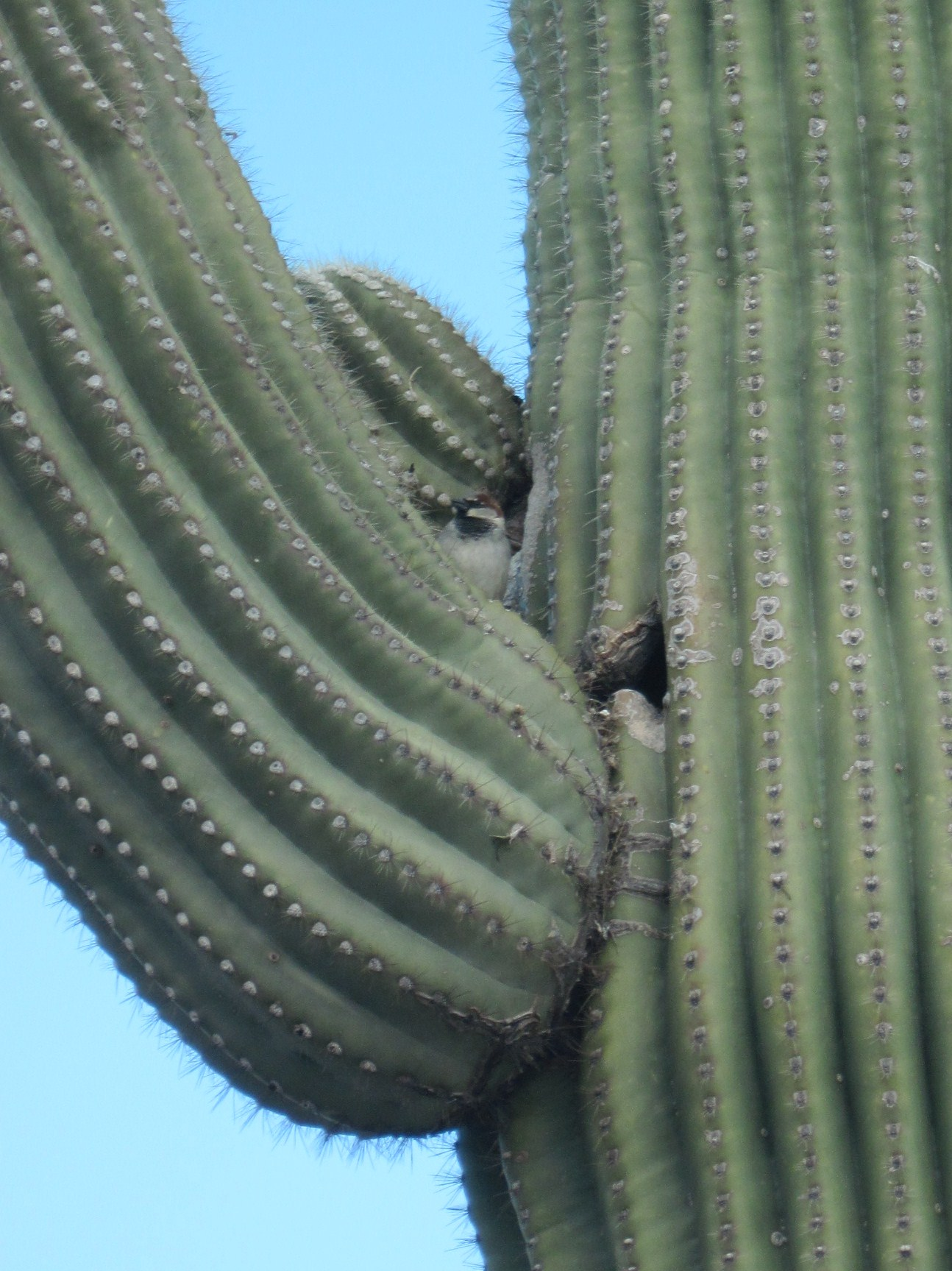
사구아로선인장에 둥지를 튼 참새

사구아로선인장은 수명이 긴 편이어서, 흔히 150년 이상 살아간다. 보통 75~100살에 가지가 자라나기 시작하지만, 어떤 개체는 죽을 때까지 가지가 자라나지 않기도 하는데 이러한 경우는 '창'이라고 부른다. 가지가 자라나면 끄트머리가 많아지기 때문에, 오직 끄트머리에서 꽃을 피워내고 열매를 맺는 사구아로선인장에게 생물학적으로 이득이라고 할 수 있다.
사구아로선인장의 성장률은 강수량에 크게 좌우된다. 좀 더 건조한 서부 애리조나에서 자라는 사구아로선인장은 투손과 그 근방의 사구아로선인장의 절반의 속도로 자라난다. 사구아로선인장은 씨앗에서부터 천천히 자라나며, 영양생식(en:vegetative reproduction)이 불가능하고, 40 피트 (12.2 미터) 이상의 높이로 자라난다. 알려진 제일 거대한 사구아로선인장은 애리조나 매리코파 군의 '챔피언 사구아로(Champion Saguaro)'이며, 높이 45.3 피트 (13.8 미터)에 둘레 10 피트 (3.1 미터)를 기록했다. 기록으로 남은 제일 키큰 사구아로선인장은 케이브 크리크(en:Cave Creek) 근방에서 발견된 가지가 없는 개체인데, 높이 78 피트 (23.8 미터)를 기록했지만 1986년에 폭풍에 휩쓸려 쓰러졌다.
사구아로선인장은 상당한 양의 빗물을 흡수하여 저장할 수 있고, 그 과정에서 눈에 띌 정도로 부풀어오르며, 필요할 때 그 물을 천천히 사용한다. 이러한 특성 덕택에 가뭄이 들 때 살아남을 수 있다. 사구아로선인장을 기를 때도, 물을 준 지 얼마 되지 않아 흙이 속까지 바싹 마른다면 물이 많이 필요하다는 신호이므로 흠뻑 젖을 정도로 물을 충분히 주면 된다.
비가 많이 내려서 몸에 물을 가득 머금은 사구아로선인장의 무게는 3,200–4,800 파운드 (1,500–2,200 kg)까지 나간다.
사구아로선인장의 게놈은 염기쌍 100만개 정도의 길이를 갖는다. 염기서열분석(en:Whole genome sequencing)을 통해 사구아로선인장의 엽록체의 게놈은 비기생 현화식물 중에서는 제일 짧다는 것을 밝혀냈다.

## 가시

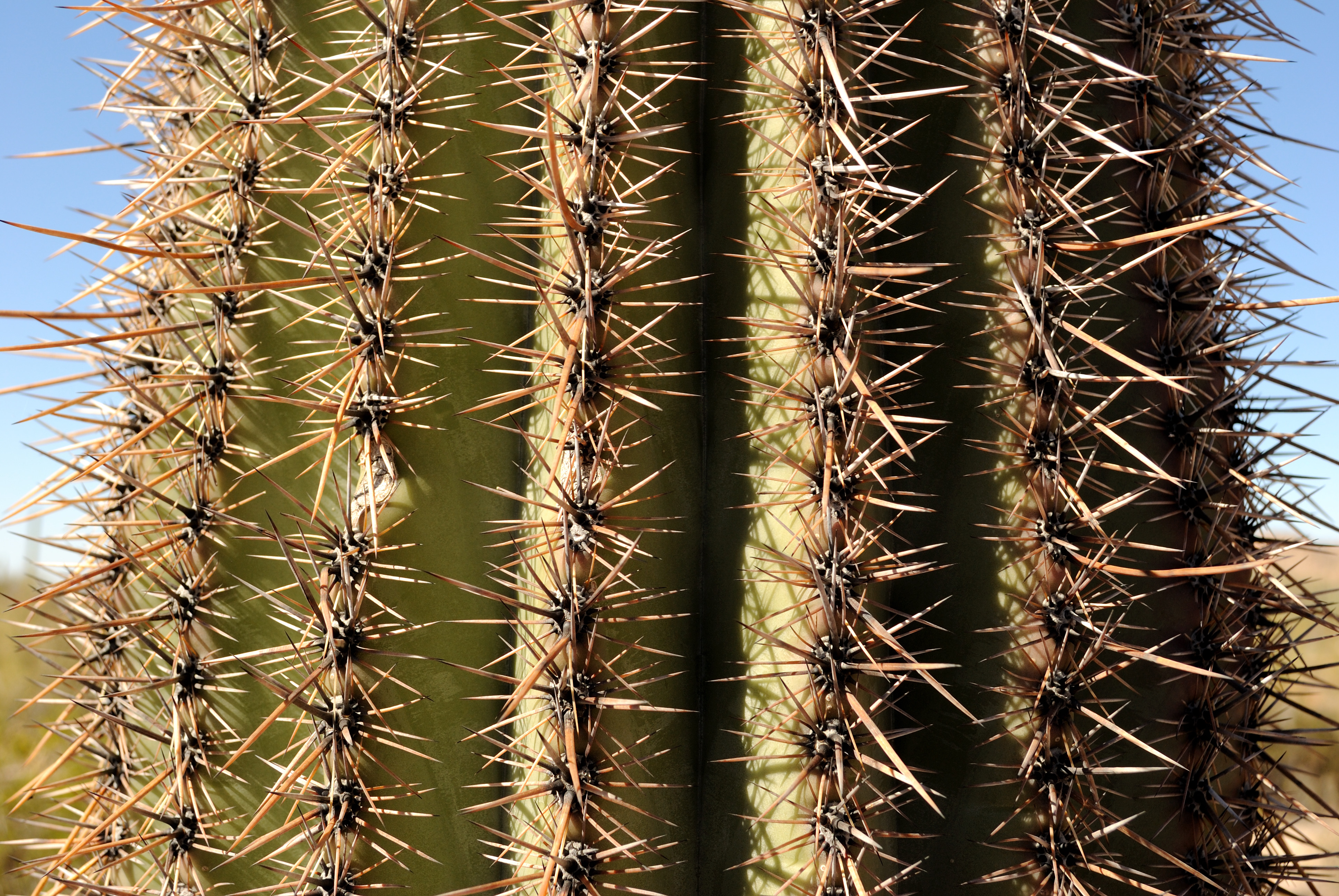
사구아로선인장의 가시

사구아로선인장의 가시는 하루에 1 밀리미터 (0.039 in)씩 자랄 수 있다. 가시를 빛에 비추어보거나 이등분하면, 번갈아가며 가시의 긴 축을 가로지르는 밝고 어두운 띠의 무늬를 볼 수 있다. 이 띠는 하루마다의 성장과 관련이 있다. 기둥선인장의 경우, 가시는 거의 언제나 선인장의 꼭대기에서 생겨나는 엽륜에서 자라나기 시작하며, 계절이 지나기 전에 생장을 멈춘다. 엽륜은 옆으로 밀려나고 꼭대기의 생장점은 계속해서 자라난다. 따라서 오래된 가시는 밑부분에, 새로운 가시는 끝부분에 자리한다. 최근 관련 학계는 개체의 가시 조직의 이산화탄소, 산소 동위원소 비율을 측정하여 개체의 기후, 광합성의 역사를 연구하고 있다.(가시연대학)

## 꽃

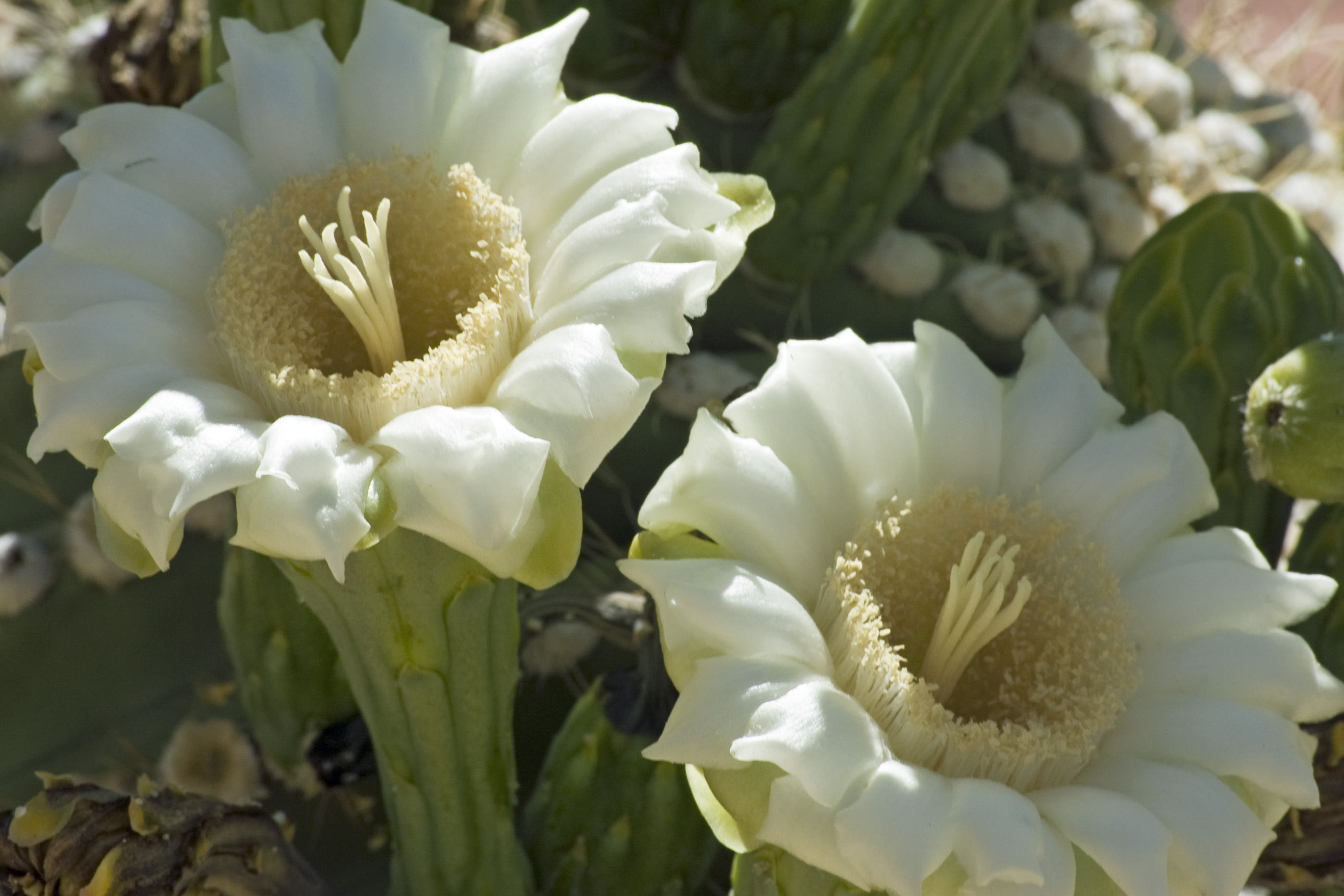
사구아로선인장의 꽃

꽃은 4월에서 6월에 개화한다. 색은 하얗고 해가 진 이후에 제대로 피어나며 오후 중반에 닫힌다. 꽃은 해가 떠오른 후에 계속해서 꿀을 생산한다. 꽃은 스스로 수정할 수 없어서(en:Self-incompatibility) 교차수분을 해주어야 한다. 밑씨가 많이 존재하기 때문에 수분을 완전히 끝마치기 위해선 많은 양의 꽃가루가 필요하다. 이렇게 많은 꽃가루를 만들기 위해서 수술도 엄청나게 많은데, 꽃 하나에 3,482개의 수술이 존재한 경우도 보고되었다. 잘 수분된 과일에는 수천개의 작은 씨앗이 들어있다. 사구아로선인장은 불필요하게 비대한 수분 체계를 가지고 있는데, 수분을 매개해주는 종의 일부분만 존재하더라도 모든 과일을 수분할 수 있다.
주요 꽃가루매개자는 꿀벌, 박쥐, 흰날개비둘기(en:white-winged dove)다. 대부분의 개화 시기에는 주행성 동물들이 주로 수분하며, 그 중에서도 꿀벌이 대부분을 차지한다. 다른 주행성 매개자는 코스타벌새(en:Costa's hummingbird), 검은뺨벌새(en:black-chinned hummingbird), 넓적부리벌새(en:broad-billed hummingbird), 목도리찌르레기사촌(en:hooded oriole), 스코트찌르레기사촌(en:Scott's oriole), 힐라딱따구리(en:Gila woodpecker), 노랑머리박새(en:verdin), 멕시코양진이(en:house finch) 등의 새들이다.
주된 야행성 매개자는 작은긴코박쥐이며 꽃꿀을 빨아먹는다. 수많은 꽃의 특징이 박쥐의 수분을 위해 만들어졌다: 밤에 꽃이 피고, 꽃가루는 밤에 성숙하고, 꽃꿀이 굉장히 많이 나오며, 꽃이 땅 위 높이 피어나며, 꽃이 박쥐의 무게를 견딜 수 있도록 튼튼하며, 밤에 향기를 풍긴다. 게다가 꽃가루의 아미노산은 박쥐의 젖의 분비를 유지하도록 돕는 것으로 보인다.

## 과일

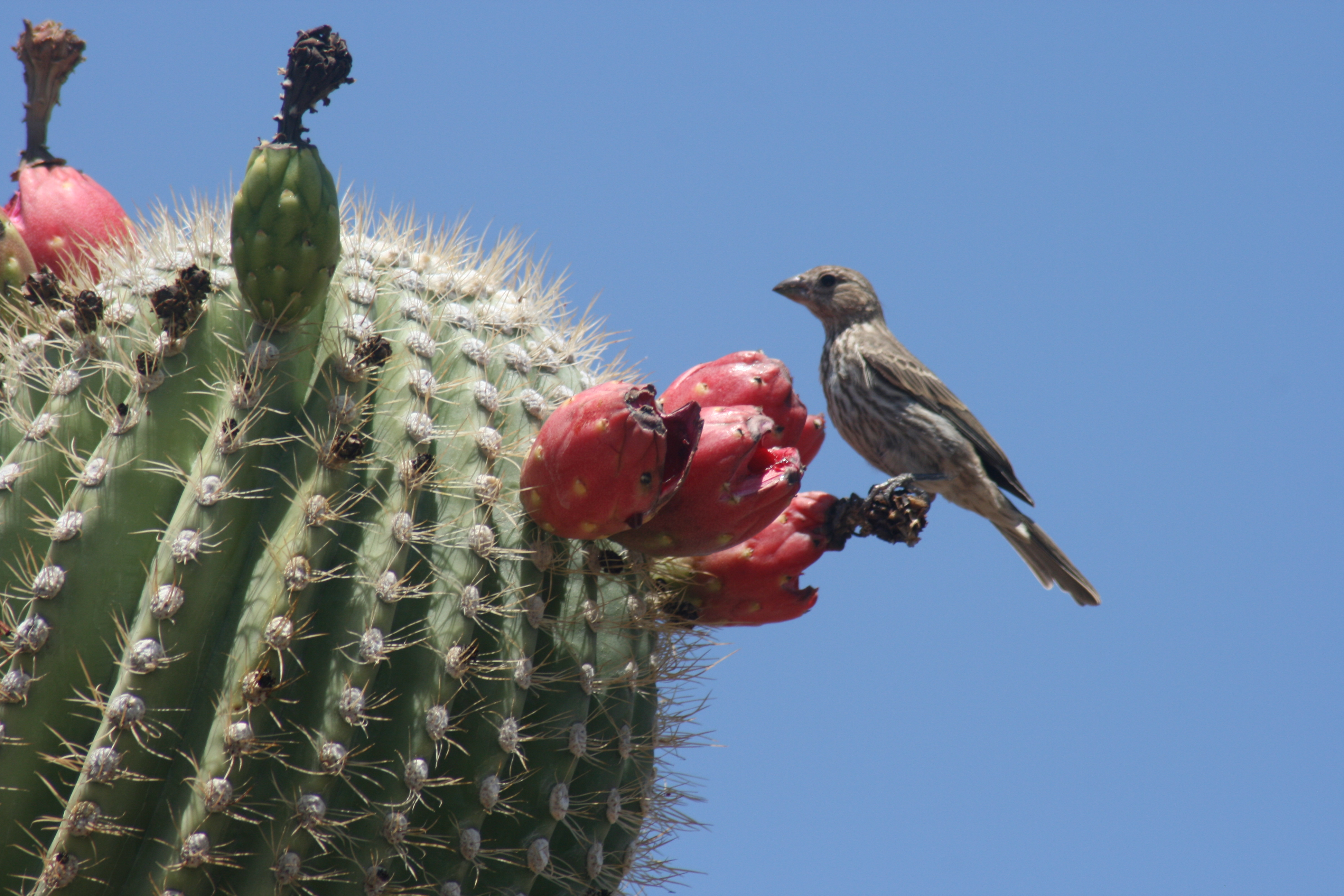
사구아로선인장의 꼭대기의 과일에 올라탄 새

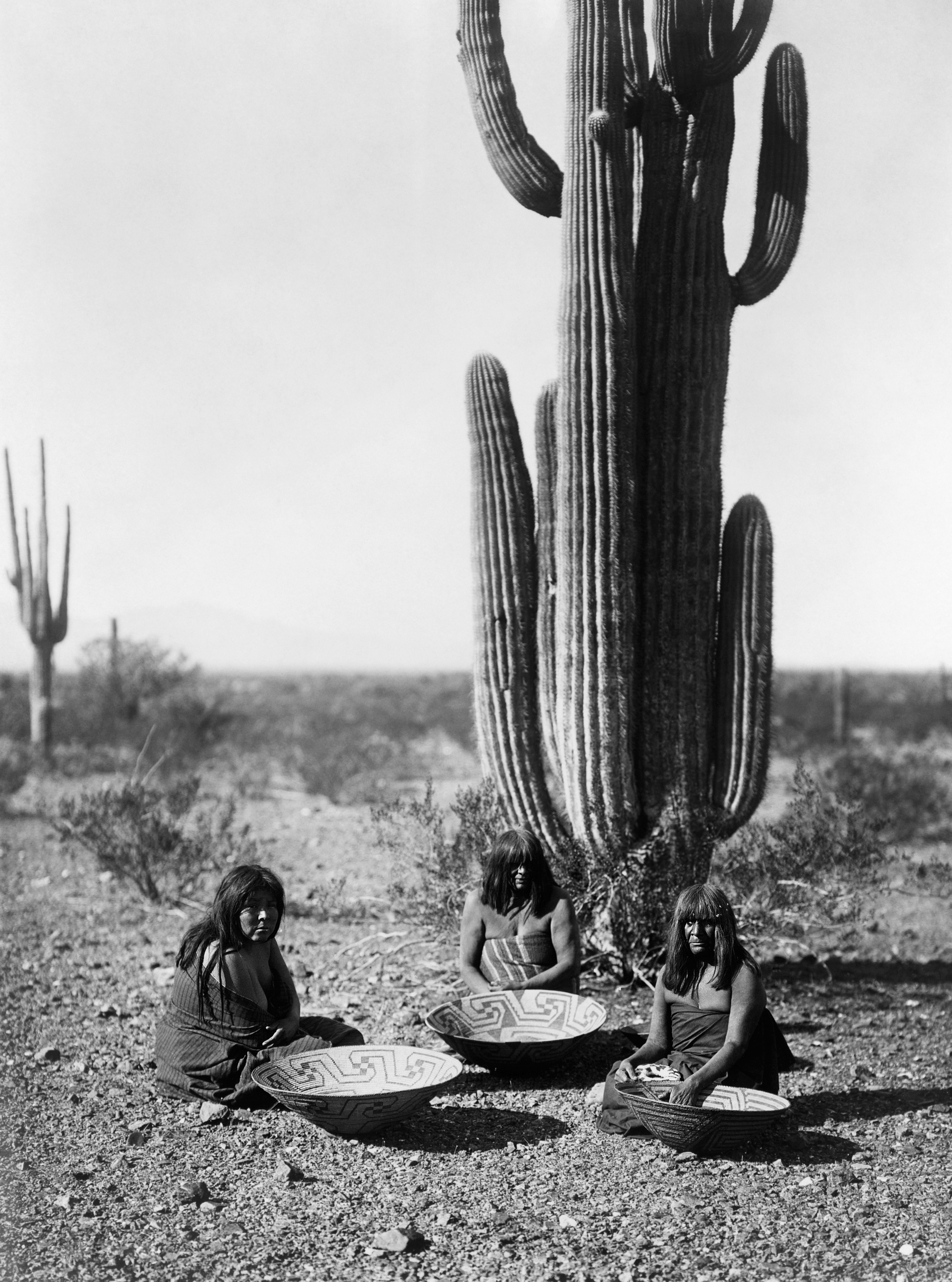
에드워드 쉐리프 커티스(:en:Edward Sheriff Curtis)가 1907년에 촬영한, 사과로 과일을 모으는 마리코파(:en:Maricopa) 여성들

빨간색 과일은 길이가 6-9cm에 달하며 6월에 익는다. 과일마다 2,000개의 씨앗과 이를 담은 달콤한 다육질의 과육이 있는데 속의 생김새가 용과와 비슷하다. 과일은 먹을 수 있으며 지역 주민들은 이를 소중하게 여긴다.
과일은 사구아로선인장의 높은 꼭대기에 열리기 때문에 손으로 딸 수 없어서, 사구아로선인장의 능으로 만든 2-5m 길이의 두 장대를 이은 기다란 장대를 사용하여 수확한다.
오오담 부족은 오랫동안 사구아로선인장의 과일을 이용해왔다. 토호노 오오담 부족은 경작물이 자라는 데 필수적인 여름의 비를 위해 사구아로선인장의 붉은 과일로 만든 발효 음료를 사용하여 의식을 진행하면서 여름의 성장기의 시작을 맞이한다.

## 둥지
힐라딱따구리, 멕시코양진이, 보라큰털발제비(en:purple martin), 금색딱따구리(en:Colaptes chrysoides) 등의 토착 조류가 사구아로선인장에 난 구멍 안에서 살아간다. 딱다구리는 줄기 높은 곳에 더 큰 구멍을 파낸다. 둥지 삼는 구멍은 새 가족이 밖에서 보이지 않을 정도로 깊다. 사구아로선인장은 부상 입은 부위에 캘러스 조직을 만들어낸다. 사구아로선인장이 죽어서 부드러운 부위가 썩어버리면 남은 캘러스는 사구아로 주머니라고 불리며 현지인들이 보관 용도로 사용한다.
힐라딱따구리는 오래된 구멍을 재사용하기보다는 새로운 구멍을 파내며, 이전의 구멍은 요정올빼미(en:Elf owl), 산적딱새류, 굴뚝새류 등의 다른 새들이 사용하게 된다. 요즈음에는 일찍 새끼를 치는 공격적인 외래조류가 둥지를 차지하여 나중에 번식하고 둥지를 치는 요정올빼미들에게 해를 끼치고 있다.

## 민족생물학
- 토호노 오오담(영어판)족에 있어 사구아로선인장은 거주지 자재, 음식을 얻을 수 있는 중요한 식물이다. 사구아로선인장의 가시는 때로 바늘로, 능은 수확 도구를 만드는 데 사용된다.
- 아메리카 원주민들은 사구아로선인장의 능을 건설 등의 다양한 용도에 활용해왔다. 투손 근방의 지역의 산자비에르전도시설(en:Mission San Xavier del Bac)의 봉쇄구역(en:cloister)의 지붕이 좋은 예시다.
- 멕시코 북서부의 세리족(en:Seri people)은 사구아로선인장을 모제페(mojépe)라고 부르며 다양하게 활용해왔다.

## 상징
사구아로선인장은 미국 남서부의 느낌을 전하기 위해 상품과 로고에 흔히 상징으로 사용되는데, 제품이 애리조나주와 소노란 사막과 연관이 있든 없든 상관 없이 쓰인다. 예를 들어 엘 파소 반경 400km 안에는 자연히 자라는 사구아로선인장이 발견되지 않지만, 올드 엘파소(en:Old El Paso) 브랜드 제품의 라벨에서 사구아로선인장의 실루엣을 찾아볼 수 있다. 최근 들어 줄어들긴 했지만, 서부 영화는 한때 애리조나의 모뉴먼트밸리, 뉴멕시코, 유타, 텍사스 등에 사구아로선인장을 열정적으로 등장시켰다. 댈러스&텍사스에서 활동하는 밴드 레버런드 호턴 히트(en:Reverend Horton Heat)는 노래 "텍사스에는 사구아로가 없다네(Ain't no Saguaro in Texas)"에서 이러한 현상을 풍자했다. 뉴멕시코, 텍사스, 콜로라도, 유타, 네바다, 애리조나 북부의 고지대 사막의 어떤 곳에서도 야생 사구아로선인장은 발견되지 않는다.

## 현지 규제
미국에서는 애리조나주 법률에 따라 어떤 이유에서든지 사구아로선인장을 훼손하는 것은 불법이며, 주택이나 고속도로를 건설할 때 범위 안에 있는 사구아로선인장을 부수거나 옮기기 위해선 특별한 허가를 받아야 한다. 다만 10에이커 (40,400제곱미터) 이하의 개인 토지 내에서 건설을 시작한 후에 생겨난 사구아로선인장은 토지 내에서 제거할 수 있다. 선인장이 폭풍에 휩쓸려 날아가서 원래 있던 주택 부지에 옮겨지거나, 사람에게 잠재적인 위험이 되는 일은 흔하다.
선인장을 자르면 징역 25년을 구형한다고 공표하고 있지만, 그런 법은 없다. 실제로는 최고형이 3년 9개월에 달하는 클래스 4(class 4)의 중죄로 간주된다.

## 갤러리

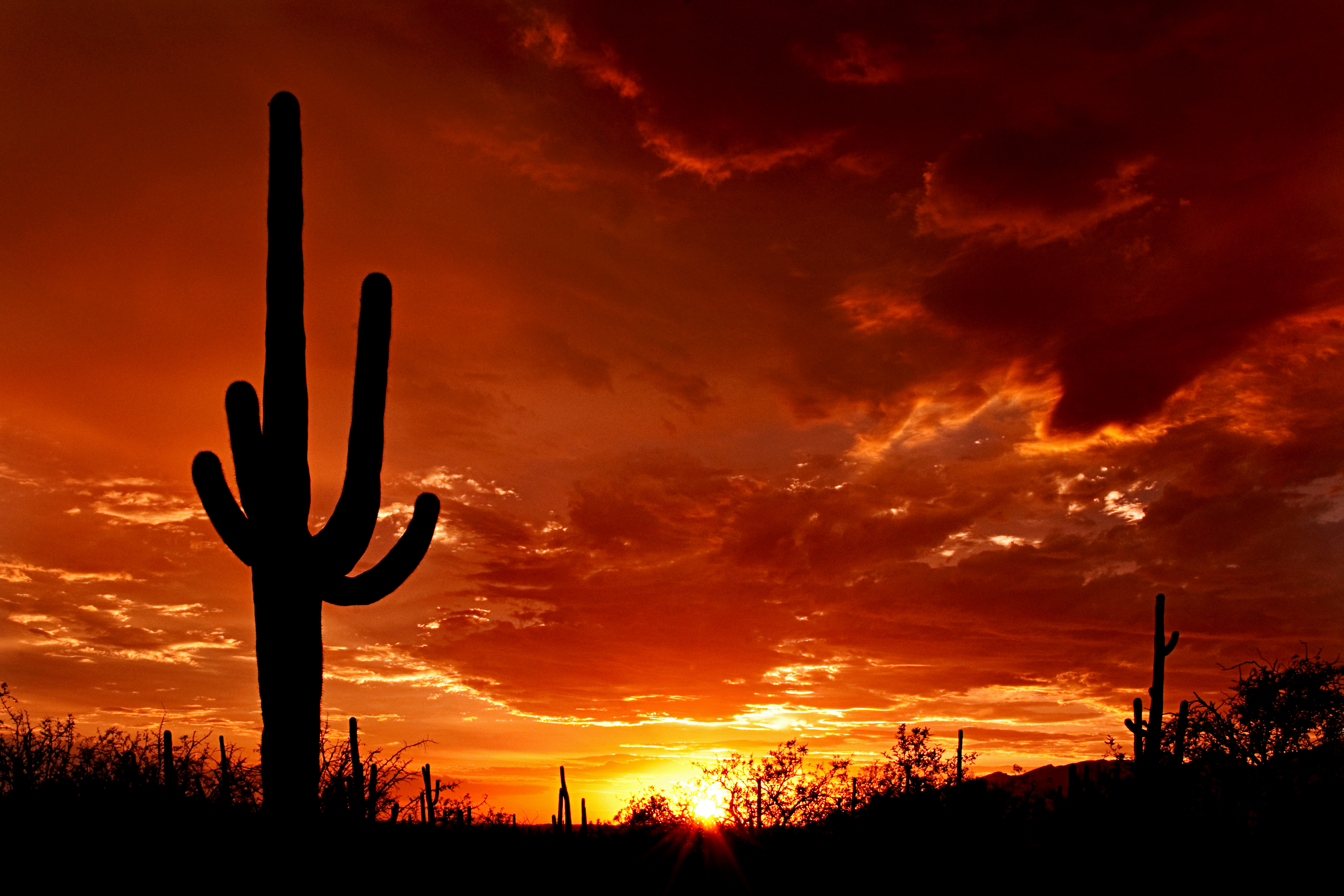
황혼 아래의 사구아로선인장의 실루엣
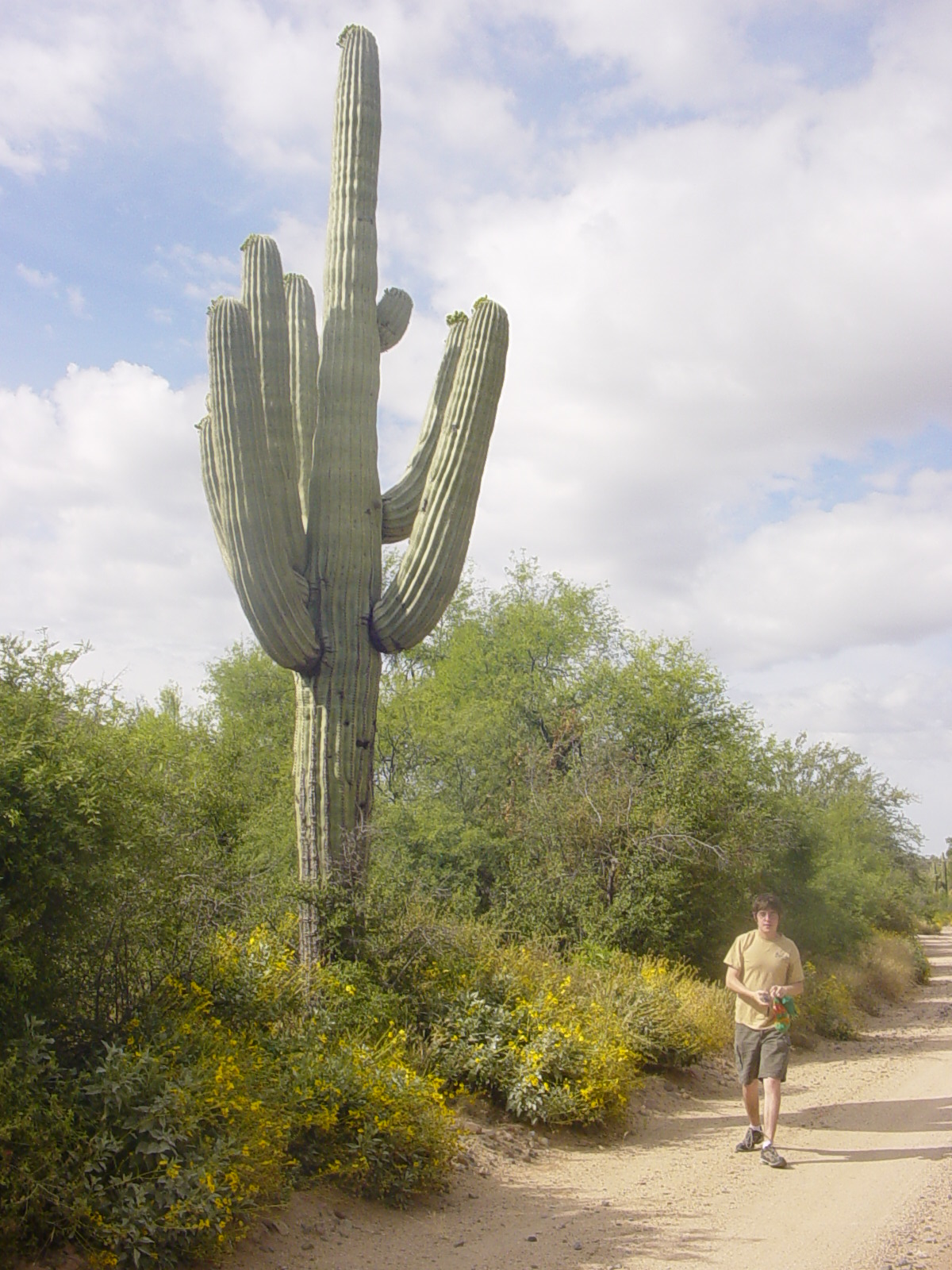
180cm의 남자 옆에 서있는 사구아로선인장
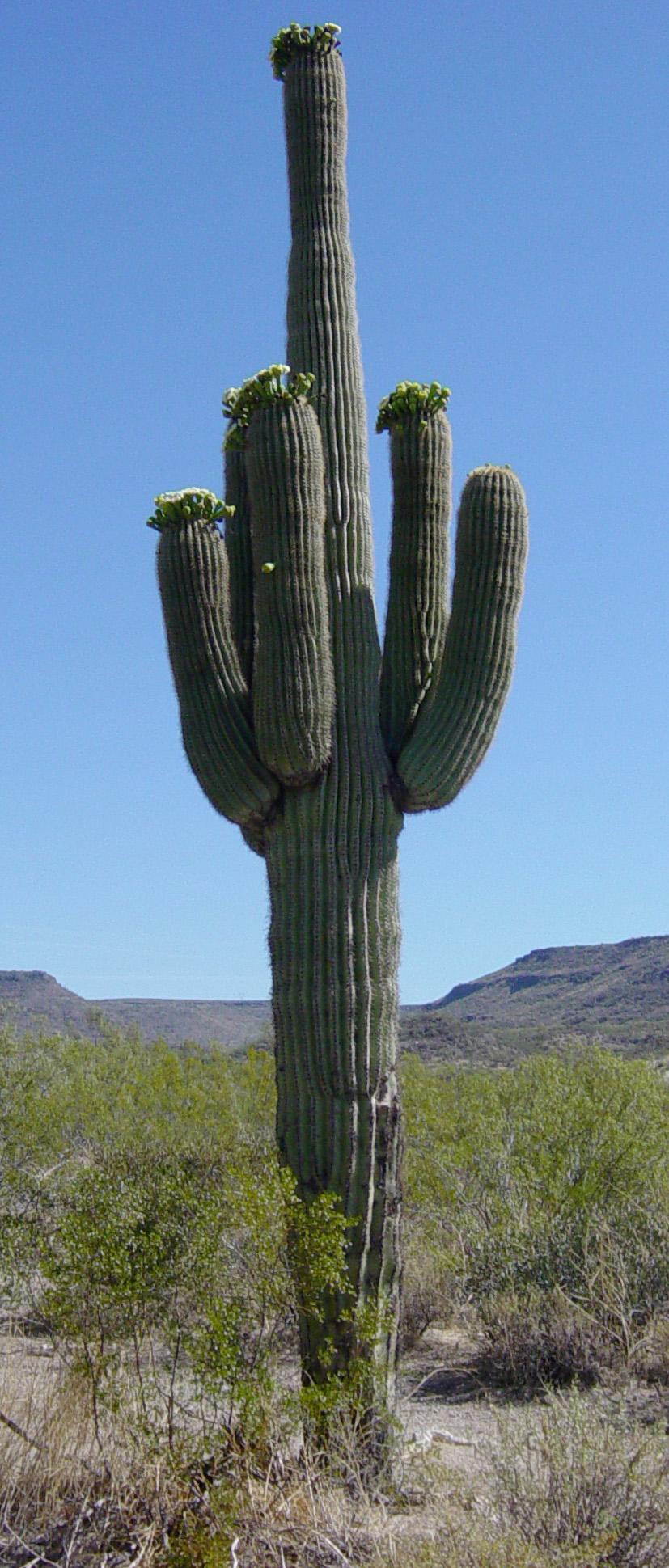
다섯 개의 가지에 꽃을 피운 성숙한 사구아로선인장
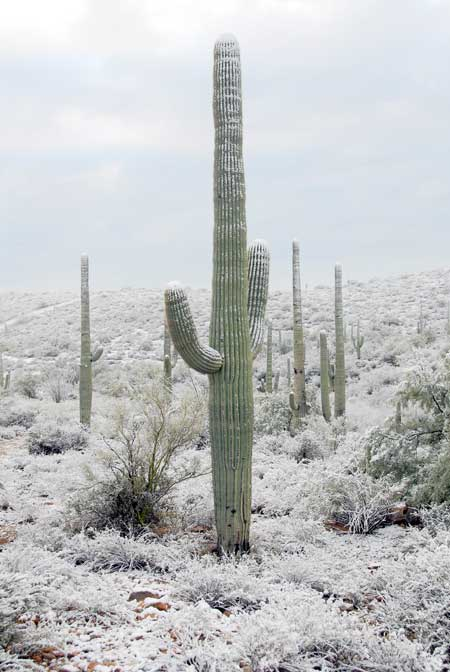
투손 근처에서 촬영한, 눈에 뒤덮인 사구아로선인장. 사구아로선인장은 영하의 온도에서 몇 시간 밖에 생존하지 못한다.
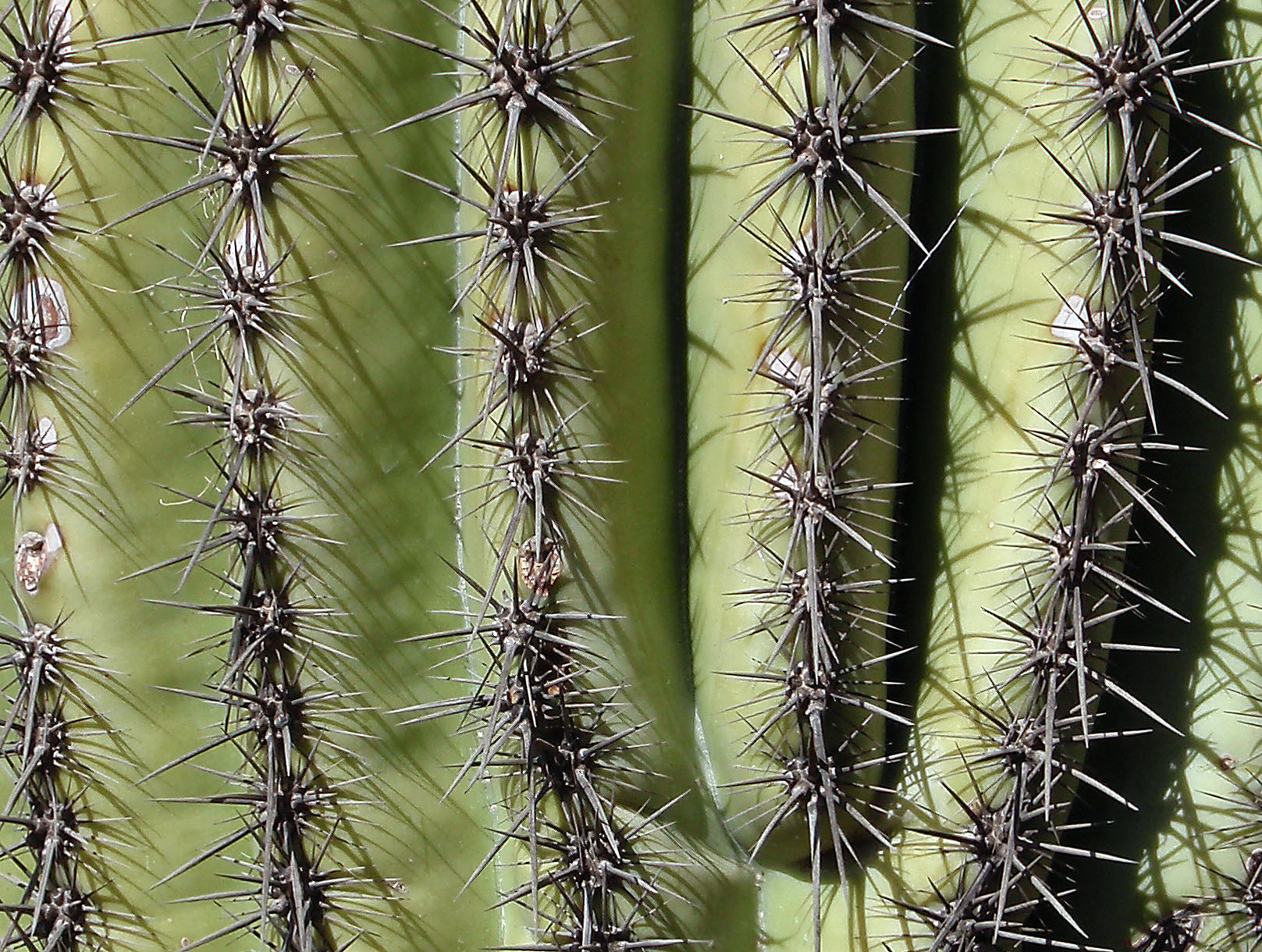
패러다이스 밸리(en:Paradise Valley, Arizona)에서 촬영한 가시
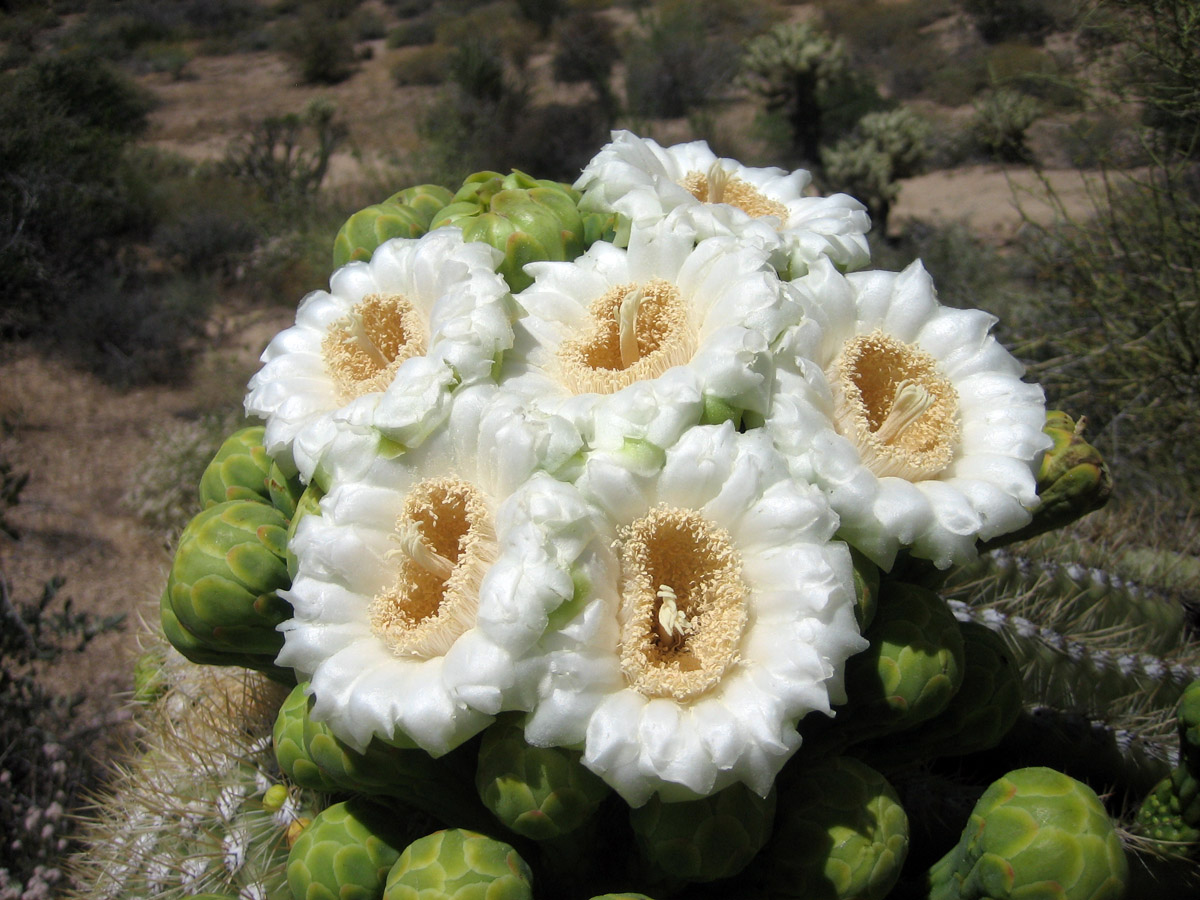
스코츠데일에서 촬영한 꽃
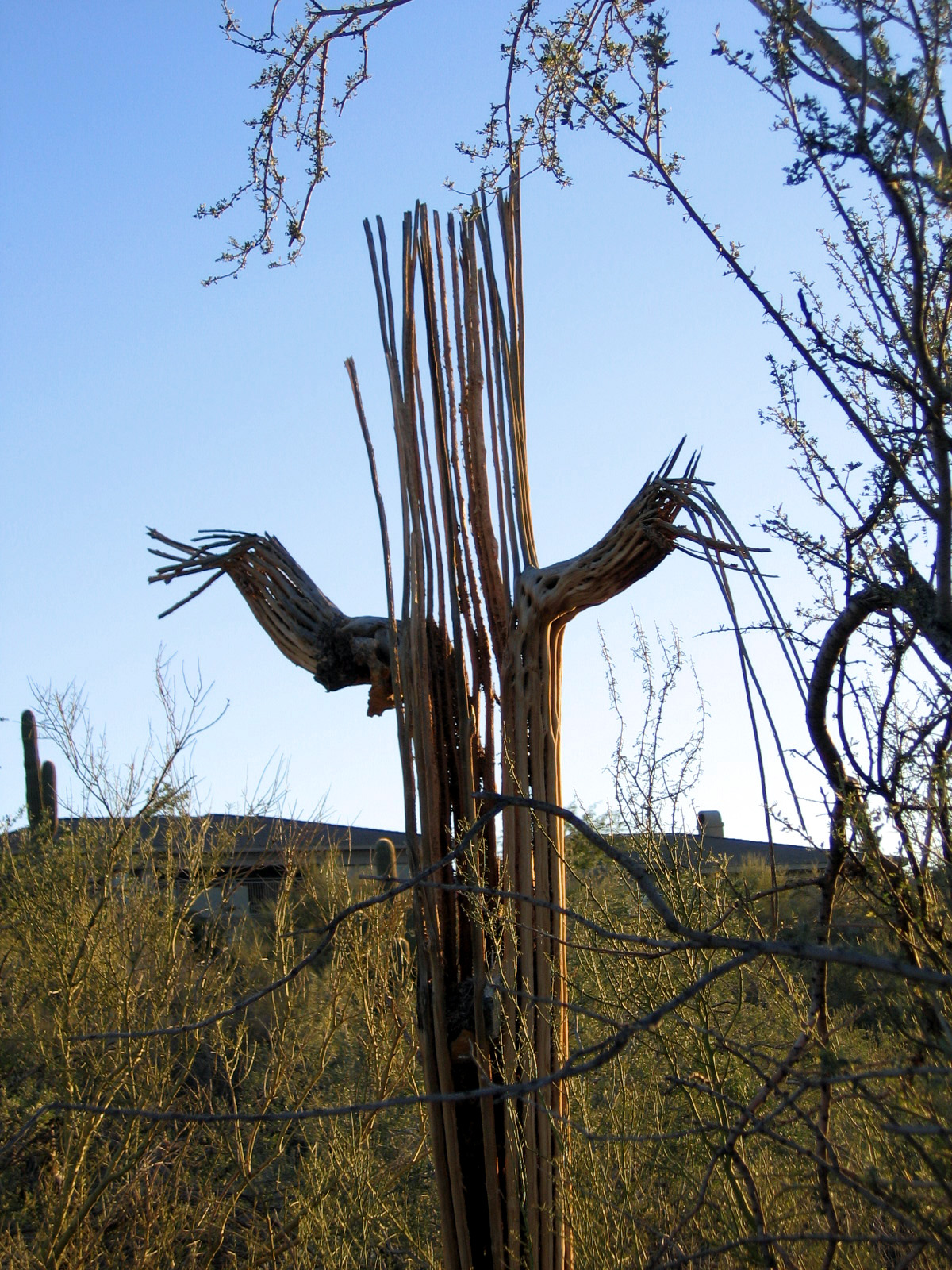
죽은 사구아로선인장의 줄기에 남아있는 능
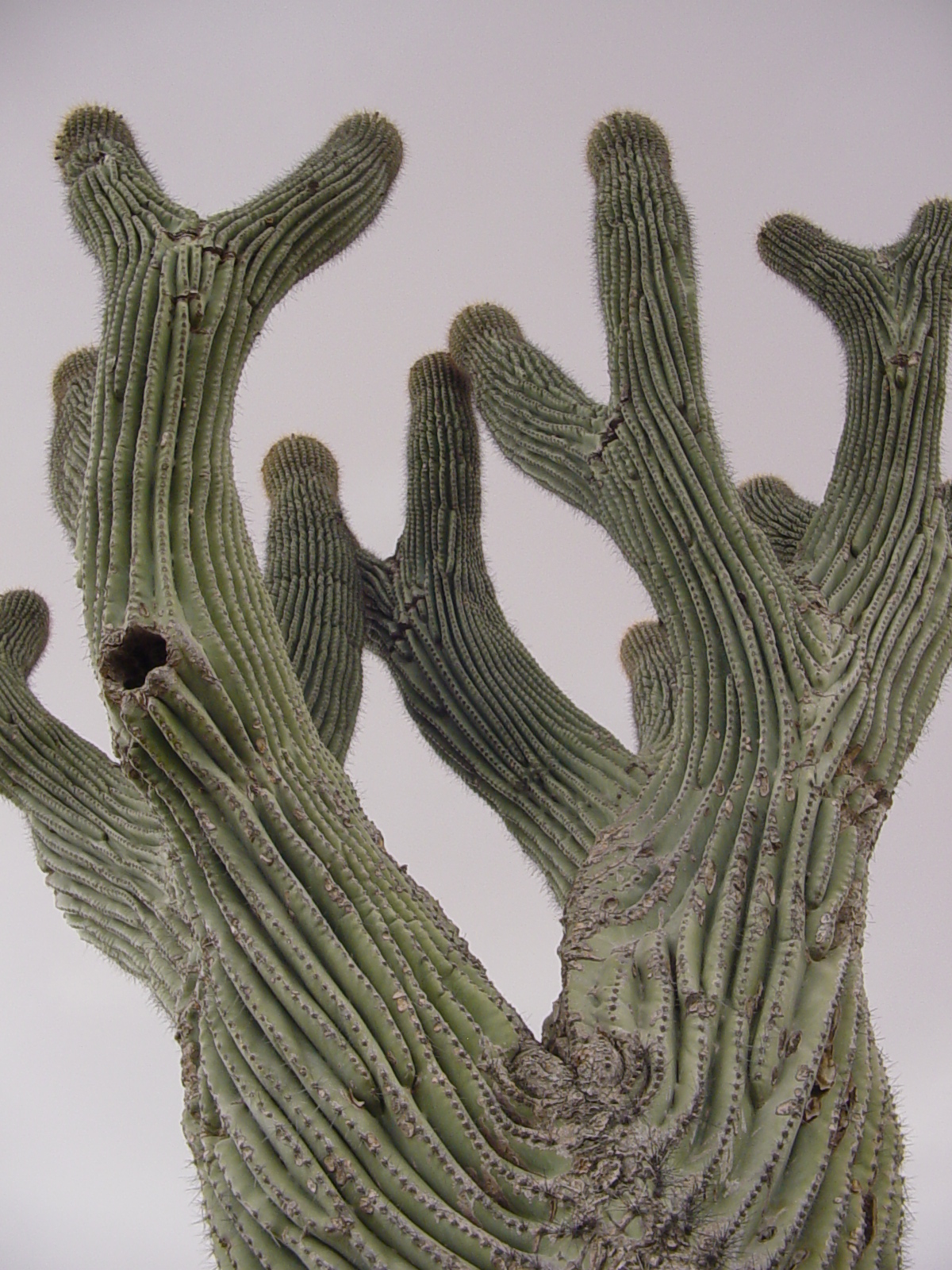
소노라 키노 만(en:Kino Bay)에서 촬영한, 특이하게 대화한 사구아로선인장